# Walla Walla (rivière)
Pour les articles homonymes, voir Walla Walla.
La Walla Walla (Walla Walla River) est un cours d'eau de 98 kilomètres de long dans l'État de Washington aux États-Unis. Il se jette dans le Columbia près de Wallula Gap.